# Димитрис Контопулос
Димитрис Контопулос (грч. Δημήτρης Κοντόπουλος; Атина, 9. новембра 1971) грчки је композитор. Најпознатији је као аутор многих успешних евровизијских композиција. Међу познатим именима са којима је сарађивао наводе се Сергеј Лазарев, Сакис Рувас, Фарид Мамадов, Ана Виси, Деми, Костас Мартакис, Димитриј Колдун и други.

## Лични живот
Димитрис се родио 9. новембра 1971, у Атини. Музику је студирао у Лос Анђелесу. У свакодневном животу Контопулос је муж и отац двоје деце. Не воли у јавности да експонира свој приватни живот и да га препознају на улици, избегава да даје интервјуе, појављује у медијима и на гламурозним забавама, истичући да све ово веома ограничава слободу и приватност.

## Каријера
Од 2000, Контопулос постаје активан у музичкој индустрији, радећи као композитор и продуцент. Сарађује са многим уметницима као што су Сакис Рувас, Ана Виси, Деспина Ванди, Елена Папаризу, Ани Лорак и многи други.
Године 2003, на Евровизији је учествовао као композитор и продуцент за песму Μια στιγμή(Само један трен) певача Ђаниса Вардиса. Песма је представљена у грчкој националној селекцији за представника Грчке на Песми Евровизије 2003, а завршила је на другом месту, иза песме Never Let You Go, певачице Мандо. Исте године, Контопулос добија награду Arion за најбољи поп албум. Као композитор на Песми Евровизије, опробао се још јендом, и то 2005, али овај пут написавши песму за Русију. Песма Shadows dance all around me певачице Анастасије Стотскаје, у финалној вечери, заузела је 3. место, нашавши се иза победнице Наталије Подолскаје и другопласираног Диме Билана.
Наредне године, Ана Виси је требало да представља Грчку на Песми Евровизије, која је била домаћин, а услов за то је стекла након што је годину пре Елена Папаризу остварила победу у Кијеву са песмом My Number One. Публика је требало да изгласа најбољу од 4 песме, са којима се певачица представила на националној селекцији. Иако песма Димитриса Контопулоса није победила, одлучено је да ће бити изведена на отварању полуфиналне вечери.
Године 2007, Контопулос је компоновао Ola giro σου girizoun за Сакиса Руваса. Песма је постала масовни клупски хит, а обрада Аце Лукаса учинила је песму популарном и у Србији.
Након кратке паузе, композитор се враћа на сцену са песмом Always and forever, написану за певача Костаса Мартакиса, која се у националној селекцији за представника Грчке на Песми Евровизије 2008. у Београду нашла на другом месту, иза певачице Каломире. За исто такмичење, продуцирао је песму Shady Lady певачице Ани Лорак, која је у финалној вечери Евровизије, заузела 2. место, нашавши се иза победника такмичења, Диме Билана, и његове песме Believe.
Године 2009, за Песму Евровизије у Москви, за представника Грчке, Сакиса Руваса, написао је три песме Out of control, Right on Time, и This is our night, са којима се певач представио на националној селекцији. Као најбоља, изгласана је песма This is our night, која је у финалној вечери Евровизије заузела 7. место (када би се узели у обзир само гласови публике, укупан пласман би било 5. место). Године 2010, композитор је био у жирију грчке верзије Идола. 2013, написао је песму Hold Me за представника Азербејџана, Фарида Мамадова, који је у финалу заузео 2. место са освојена 234 поена, што такође представља и највећи број поена које је ова земља освојила на овом такмичењу, добивши 10 дванаестица. Контопулос је такође један од два композитора који су радили на песми сестара Толмачев, Shine, а чији је свеукупни пласман на Евровизији 2014. у Копенхагену било 7. место.
Године 2016, Контопулос је заједно са Филипом Киркоровим написао песму You Are The Only One, са којом је Сергеј Лазарев представљао Русију на Песми Евровизије 2016. у Стокхолму, где се у полуфиналној вечери пласирао први, освојивши убедљива 342 поена. У финалној вечери је победио према гласовима телевотинга, али свеукупни пласман је било 3. место.
2017, потврђено је да ће Димитрис Контопулос бити један од композитора који ће написати 3 песме за овогодишњу представницу Грчке на Песми Евровизије, Деми, са којима ће се представити на националној селекцији, 6. марта.

## Дискографија
- Έτσι Είμαι Εγώ
- Απογείωση
- Κοίτα Με Αντέχω
- Έμμονες Ιδέες (2003)
- Μείνε Μαζί Μου Απόψε
- Η Λίζα και οι Άλλοι
- Πες μου τι Νιώθεις
- Γυάλινα Όνειρα
- Θέλω να Μάθω
- Κοίτα με (2002)
- 21ος Ακατάλληλος
- Άργησες
- Κρυφό Φιλί (2002)
- Δεκαπενταύγουστος
- Μαρίνα Χανδρή CD Single
- Θα Σκίσει η Ομάδα
- Σχεδόν Ποτέ

### Песма Евровизије
- Work Your Magic (2007) (Белорусија)
- Shady Lady (2008) (Украјина)
- This Is Our Night (2009) (Грчка)
- Hold Me (2013) (Азербејџан)
- Shine (2014) (Русија)
- You Are the Only One (2016) (Русија)
- This is love (2017) (Грчка)
- X My heart (2018) (Азербејџан)
- Scream (2019) (Русија)
- Superg!rl (2020) (Грчка)
- Prison (2020) (Молдавија)
- Last dance (2021) (Грчка)
- Sugar (2021) (Молдавија)
- Liar (2024) (Кипар)
- Shh (2025) (Кипар)